# دائرة البسباس
دائرة البسباس إحدى دوائر  ولاية الطارف الجزائرية .  عاصمتها هي البسباس  وتضم بلديات  : 
- البسباس
- عصفور
- زريزر